# Makhtesh

Aerial-Makhtesh Ramon

Un makhtesh (usada en original hebreo: מַכְתֵּשׁ; en plural, מַכְתְּשִׁים – makhteshim), en geomorfología, es un accidente geográfico considerado único en el desierto del Negev de Israel y en la península del Sinaí. Aunque comúnmente son conocidos como «cráteres» (una lectura literal del hebreo que es empleada debido a la similitud visual), estas formaciones se describen más exactamente como «circos de erosión» (valles ciegos o cañones encajados). Un makhtesh tiene las paredes escarpadas de rocas resistentes en torno a un profundo valle cerrado, que suele ser drenado por un único wadi. Los valles tienen una vegetación y suelos limitados, que contienen rocas de diferentes colores y una variada fauna y flora que han sido protegidas y conservadas durante millones de años. El más conocido (y mayor) es el makhtesh Ramón, en el desierto del Negev.

## Formación
Una capa externa dura de roca cubre las rocas más blandas. Una erosión relativamente rápida elimina los minerales más blandos, que son arrastrados por debajo de la roca más dura. Las rocas más duras, finalmente, colapsan bajo su propio peso y se forma una estructura de valle similar a un cráter. En los makhteshim del Negev y del Sinaí, las peñas son de piedra caliza y dolomías, mientras que las rocas más blandas son cretas o areniscas. En la mayoría de los casos, los makhteshim solo tienen un sistema de drenaje, aunque el makhtesh Ramón tiene tres.
El término hebreo makhtesh normalmente significa «cráter», y fue usado para describir estos accidentes antes de que se entendiesen los procesos de formación geológica que los forman. De hecho, los propios cráteres se forman por el impacto de un meteoro o una erupción volcánica. La adopción de las palabras hebreas permite a los hablantes de otros países distinguir los dos tipos de funciones; un término alternativo para makhtesh puede ser «circo de erosión» o «cráter de erosión» (erosion cirque).

## Makhteshim
La presencia de makhteshim  se dice que es única del desierto del Negev de Israel y de la península del Sinaí, en Egipto, aunque accidentes de características similares existen en Turkmenistán (la depresión Yor-oilan-duz, en Badkhyz Highlands) e Irán.

### Negev
En el desierto del Neguev, al sur de Israel, hay los siguientes de cinco makhteshim: 
- el makhtesh Ramón es excepcional, ya que drena por dos ríos (Nahal Ramon y Nahal Ardon). Es el mayor makhtesh, con más de 40 kilómetros de largo, 2-10 kilómetros de ancho y más de 500 metros de profundidad. Las rocas en este makhtesh contienen miles de fósiles de amonita, así como turbas de antiguos volcanes;

- el makhtesh Gadol (El gran Makhtesh) en el momento de ser nombrado el makhtesh Ramon era desconocido, por lo que fue considerado como el  makhtesh mayor;

- el makhtesh Katán (el pequeño Makhtesh) es el menor de los makhteshim importantes, con 5 km por 7 km y fue cartografiado en 1942 por exploradores judíos;

- dos pequeños makhteshim sobre el monte Arif, al sur del makhtesh Ramon.

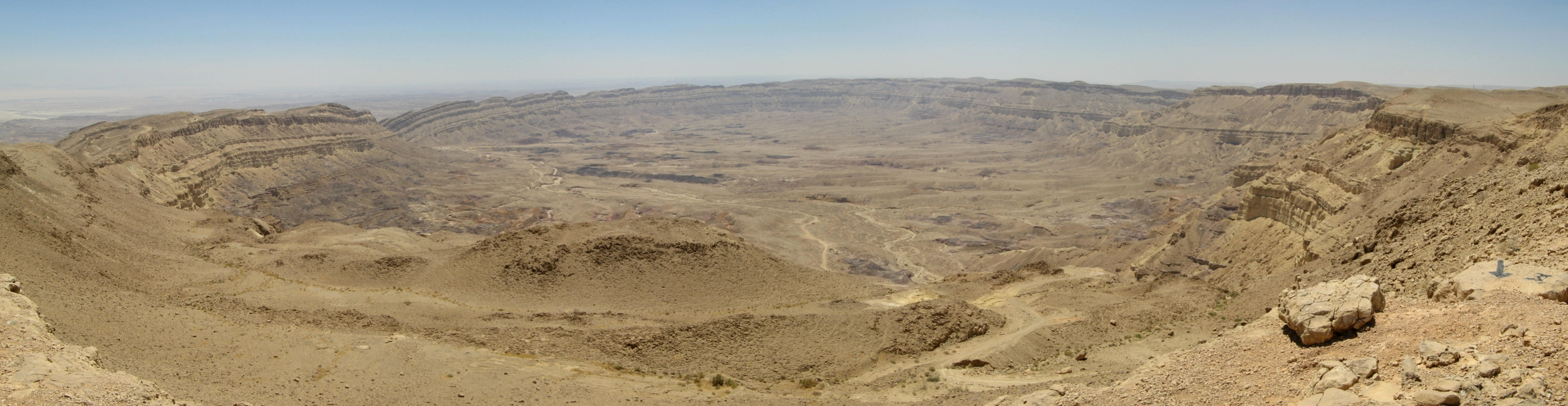
Makhtesh Katan en el Negev israelí es lo suficientemente pequeño como para permitir una vista de su forma

### Sinai
Los dos makhteshim del Sinaí no tienen nombres para la cuenca, pero sus paredes tienen varios nombres incluyendo Jabal al-Manzur o Gebel Maghara.

## Galería

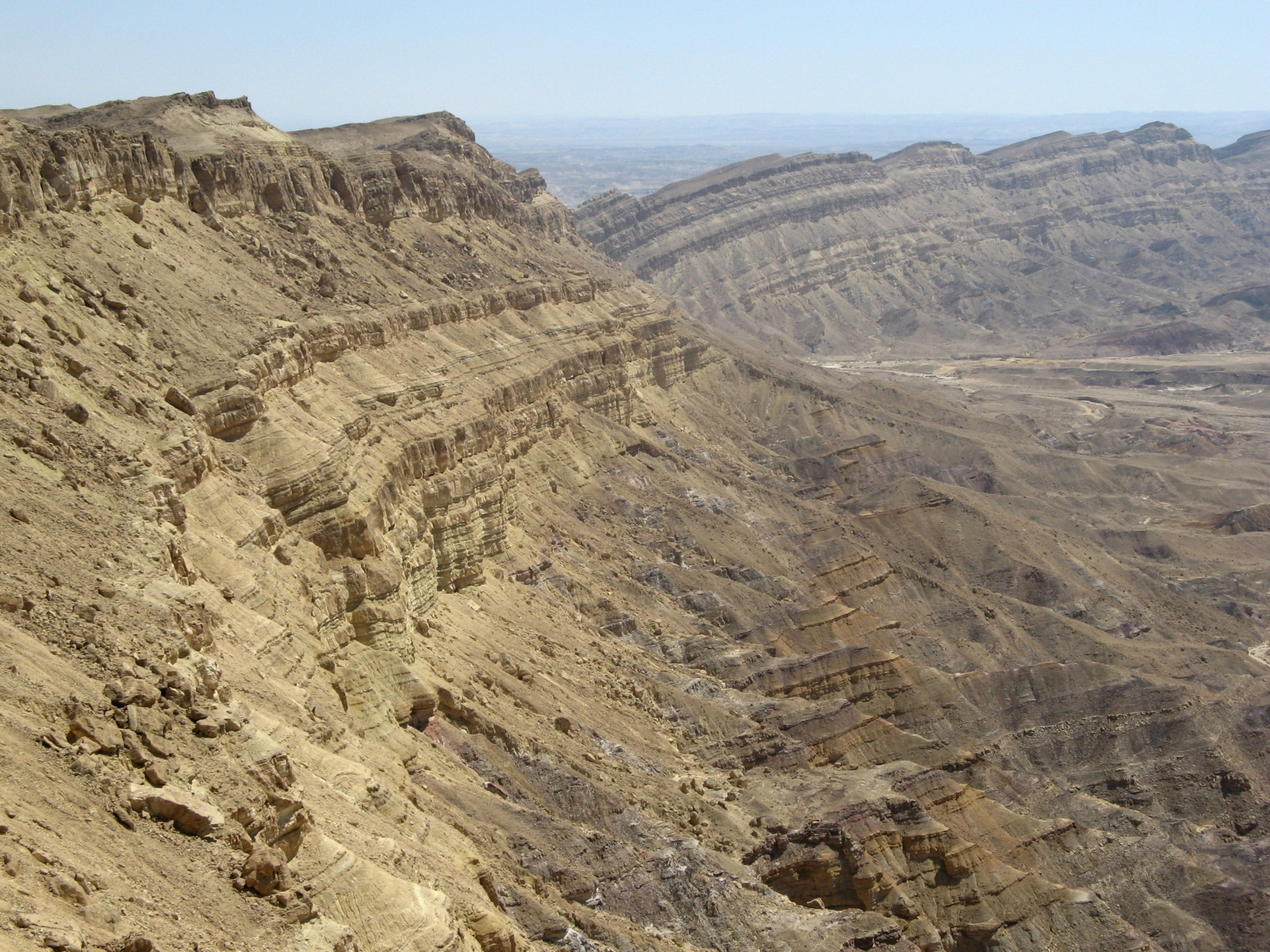
Las paredes de un makhtesh (el pequeño Makhtesh)
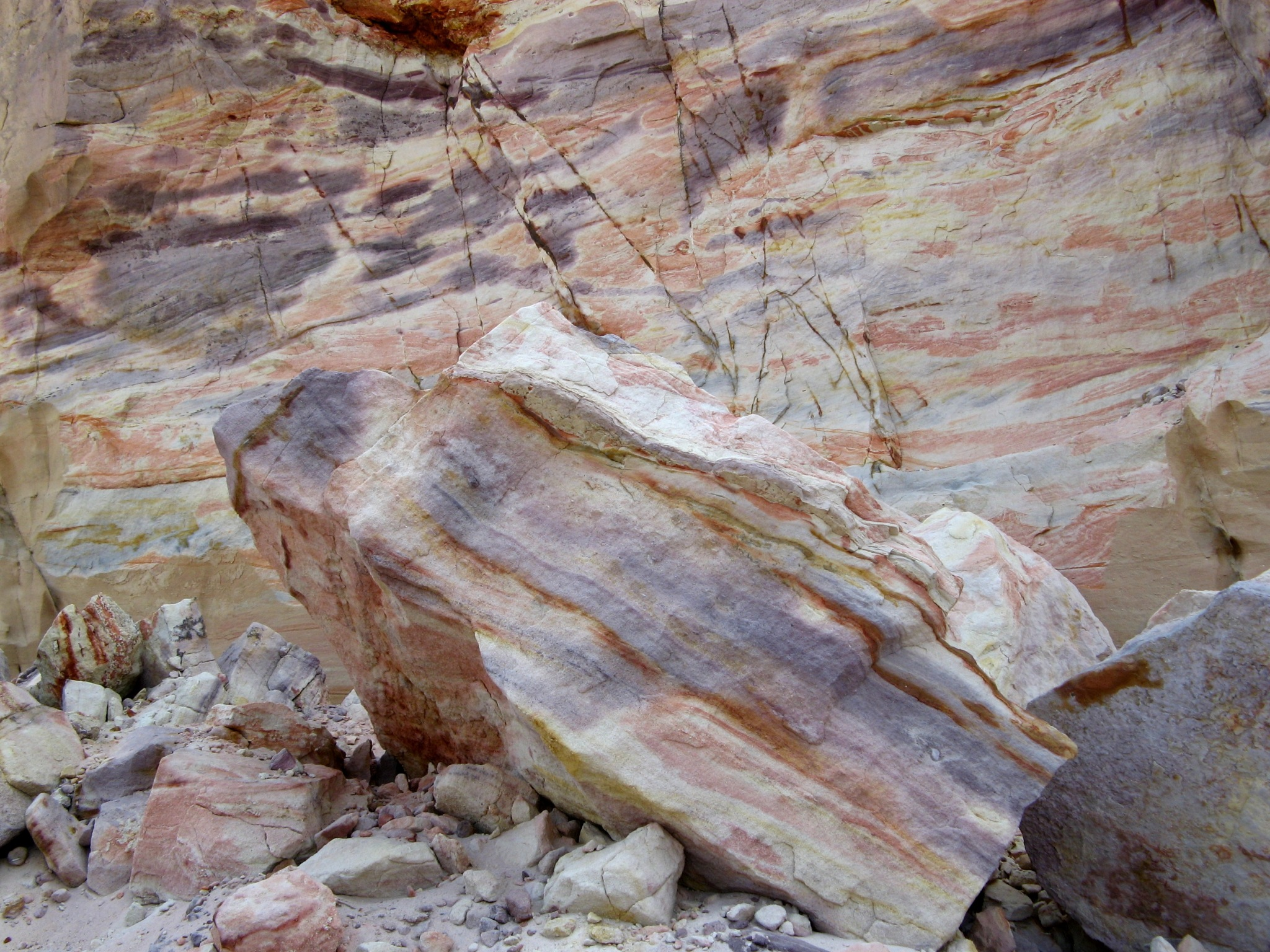
Areniscas coloreadas en el makhtesh Katán
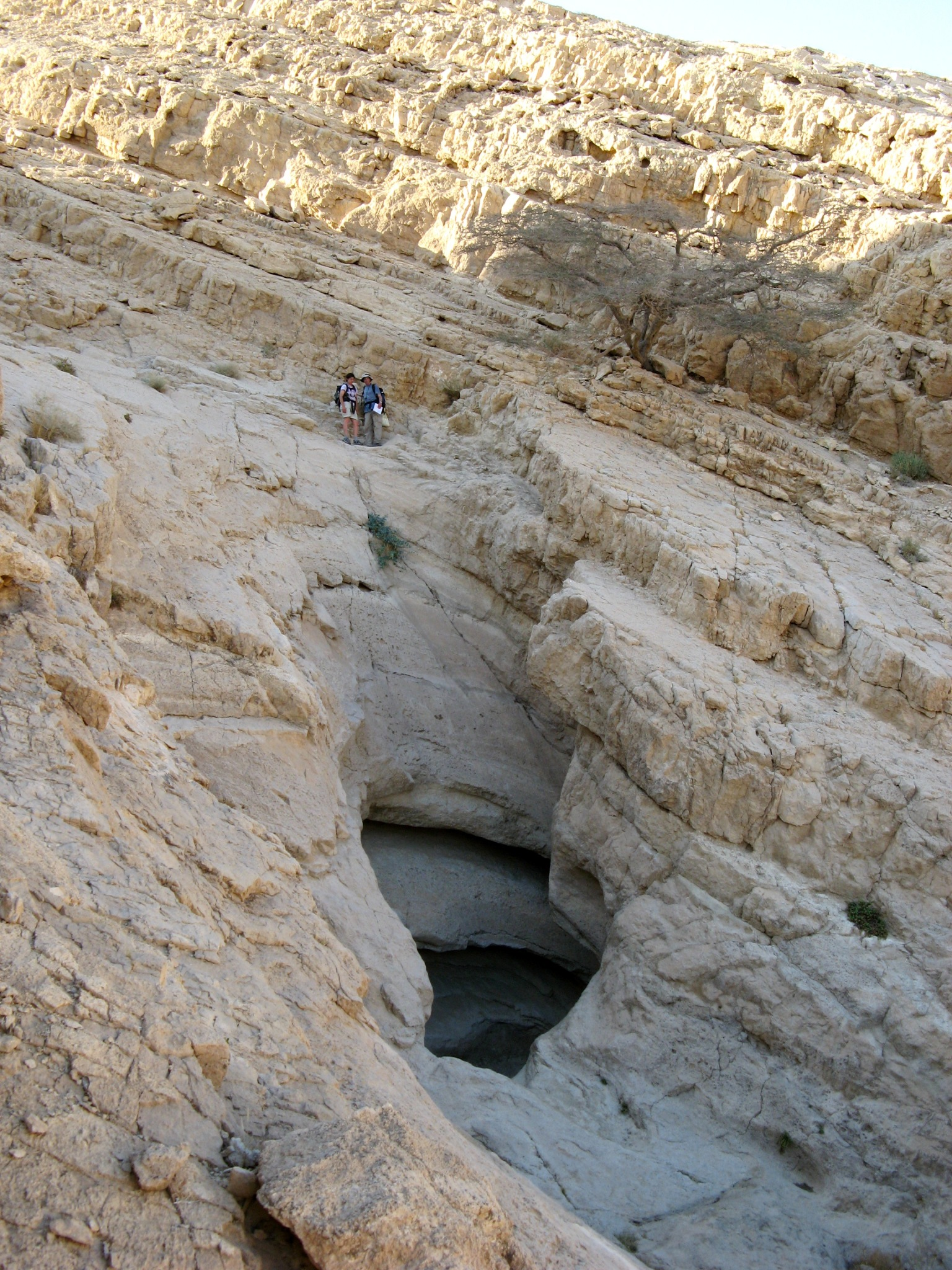
La pared externa de un makhtesh (el  pequeño Makhtesh)
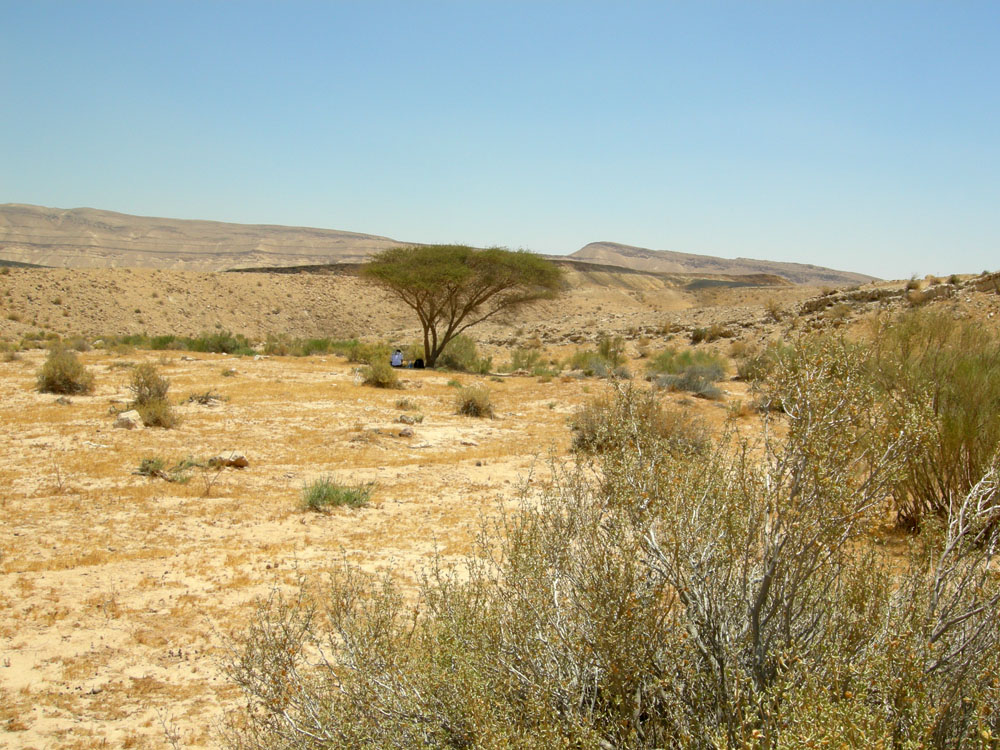
Acacia en el makhtesh Gadol
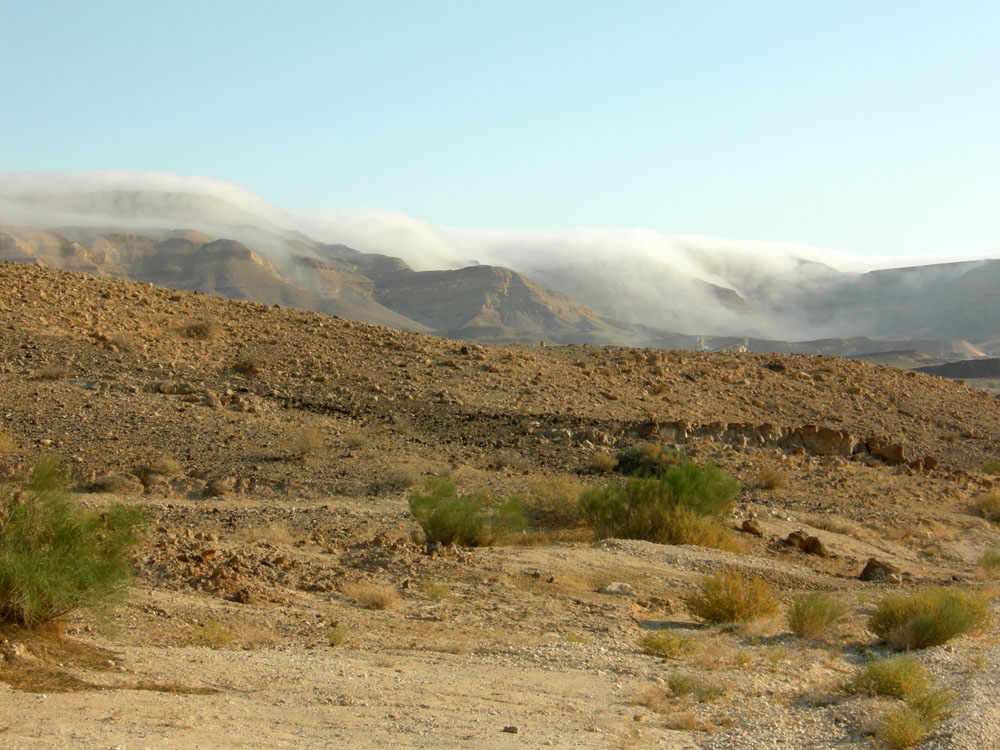
Niebla fluyendo por encima del borde norte del makhtesh Gadol
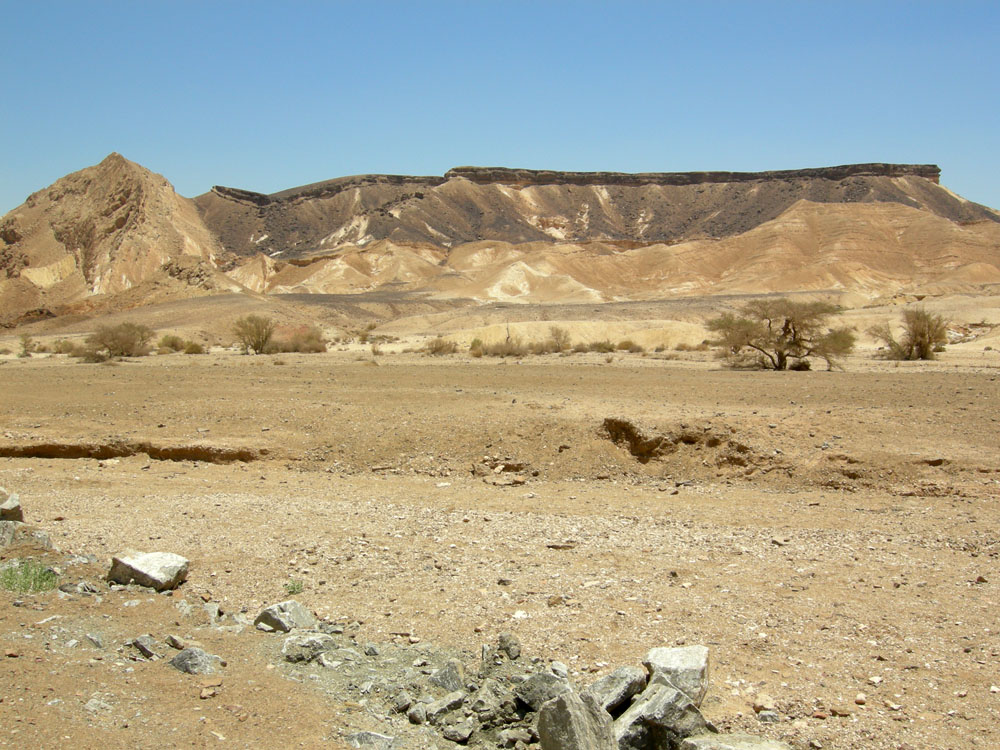
Falla Ramón en el lado sur del makhtesh Ramón
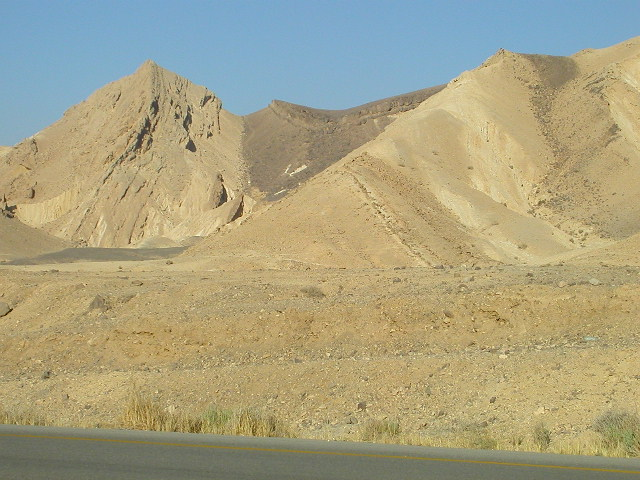
Falla Ramón en el lado sur del makhtesh Ramón
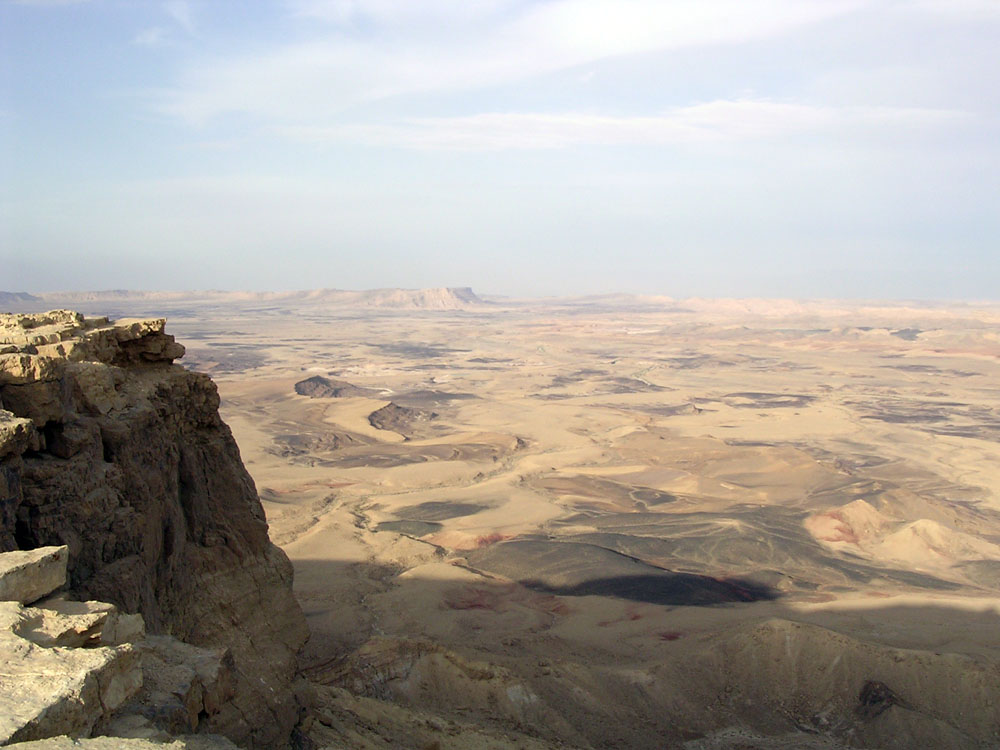
Borde norte del makhtesh Ramón